# 東京グランギニョル
東京グランギニョル（とうきょうグランギニョル）は、かつて存在した日本の劇団である。

## 概要
1983年、元状況劇場の鏨汽鏡（たがね・ききょう）と飴屋法水（あめや・のりみず）が結成した。劇団名の由来はフランスのグラン・ギニョール劇場に由来する。鏨汽鏡が作、飴屋法水が演出・音響・美術を担当した。
舞台は廃墟風の舞台装置や反復する暴力的な音響の中で上演され、学生服姿の少年達が登場する、耽美的で退廃的、どことなく屈折した珍妙な雰囲気で、マニアックな評判を得る。大量の血飛沫が飛ぶシーンが頻繁に登場したが、冷たく硬質に、時に乾いてシュールなギャグ然とした、あるいは甘く少女趣味風な設定で、グロテスクさを回避する演出は特異であった。
主に舞台未経験者を俳優として起用した。嶋田久作はこの劇団から俳優業をスタートし、ポスター画を手がけた漫画家の丸尾末広（まるお・すえひろ）、ミュージシャンの越美晴なども客演した。当時は常識だった劇団員によるチケットノルマや客席の招待席を廃止し、ぴあ誌上の紹介欄に舞台写真の掲載を拒否するなど、さまざまな点で他の集団と一線を画していた。
1984年から4作品を発表後、1986年に解散した。スタッフ、俳優の何人かはその後の飴屋のプロジェクトBIS SEAL PISHOP、M.M.M.に参加した。
2006年、漫画家の古屋兎丸（ふるや・うさまる）が東京グランギニョルの舞台を原作とした『ライチ☆光クラブ』を発表した。

## 上演作品
- マーキュロ（1984年、1985年）
- ガラチア帝都物語（1985年 原作：荒俣宏）
- ライチ光クラブ（1985年、1986年）
- ワルプルギス（1986年）